# Mark Pacini
Mark Pacini est un game designer américain diplômé de Rochester Institute of Technology, qui travaille depuis 2008 chez Armature Studio. Il a précédemment travaillé chez Retro Studios en tant que réalisateur sur la série des trois jeux vidéo Metroid Prime,,,,.

## Travaux
- NHL Breakaway 99 (1998) — Project Manager
- Turok: Rage Wars (1999) — Project Manager
- Metroid Prime (2002) — Réalisateur
- Metroid Prime 2: Echoes (2004) — Réalisateur
- Metroid Prime 3: Corruption (2007) — Réalisateur
- Metroid Prime: Trilogy (2009)
- Metal Gear Solid HD Collection (2012)
- PlayStation All-Stars Battle Royale (2012)
- Batman: Arkham Origins Blackgate (2013) — Réalisateur
- ReCore (2016) — Réalisateur

## Carrière
- Retro Studios (Réalisateur), Janvier 2000 - Avril 2008 ;
- Armature Studio (Designer principal), Septembre 2008 -